# 堀川 (熊本県)
堀川（ほりかわ）は、江戸時代に開削された農業用水路。現在は坪井川水系の二級河川である。

## 概要
熊本県菊池郡大津町瀬田付近の白川より取水し、熊本県合志市を流れ熊本県熊本市北区飛田町付近で、坪井川に合流する。
熊本藩主加藤忠広が工事に着手。改易のために一時中断されたが、細川忠利が再開し1637年に完了した。
上流部は多くの水路に分かれ、瀬田上井手・瀬田下井手などと呼ばれている。

## 流域の観光地など
- 鉄砲小路（てっぽうこうじ）<地元では（てっぽこうじ）と話す>

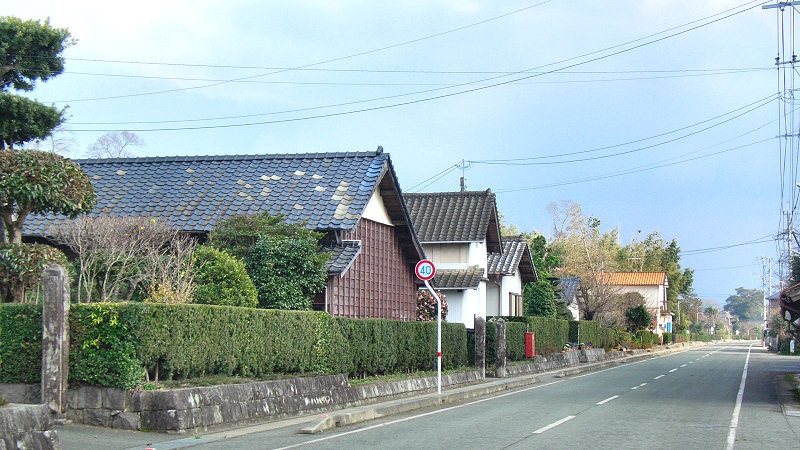
鉄砲小路

  - 江戸時代に鉄砲隊の一部が居住していた地域で、屋敷林や石垣が残っている。現在は住宅地であるが、住民の手によって町並みを残す努力がなされている。くまもと景観賞受賞、くまもとアートポリス選定既存建造物。
- 菊陽杉並木公園さんさん
- 味噌・醤油資料館

## 流域の自治体
熊本県
大津町
菊陽町
合志市
熊本市北区

## 流域の交通

### 道路
- 熊本県道37号熊本菊鹿線
- 熊本県道49号熊本大津線
- 国道387号

### 公共交通
- 熊本電鉄
  - 堀川駅
  - 新須屋駅
  - 流域の多くは熊本電鉄バスの営業区域ともなっている。
- JR九州
  - 原水駅
  - 肥後大津駅